# Anadara inaequivalvis

Fossiel, Pleistoceen

Anadara inaequivalvis is een tweekleppigensoort uit de familie van de Arcidae. De wetenschappelijke naam van de soort is voor het eerst geldig gepubliceerd in 1789 door Bruguière.
Rechter en linker klep van hetzelfde exemplaar:

Rechter klep
Linker Klep